# 马蒂亚斯·吉塞尔
马蒂亚斯·吉塞尔（丹麥語：Mathias Gidsel，1999年2月8日—），丹麦男子手球运动员，2020年夏季奥林匹克运动会男子银牌得主、2021年世界男子手球锦标赛金牌得主、2023年世界男子手球锦标赛金牌得主、2024年夏季奥林匹克运动会男子金牌得主。